# Wiengierowo
Wiengierowo (ros. Венгерово) – wieś (sieło) w Rosji, w obwodzie nowosybirskim, ośrodek administracyjny rejonu wiengierowskiego. W 2021 liczyła 6090 mieszkańców.